# طريق الحرب (فلم)
الطريق إلى الحرب (بالإنجليزية: The Way of War) هو فيلم حركة تم إنتاجه في الولايات المتحدة وصدر سنة 2009 بطولة كوبا غودينغ جونيور.

## القصة
(ديفيد وولف) قاتل مأجور محترف تستخدمه الحكومة في الحروب، يكتشف تورط أعضاء مجلس الوزراء الرئاسي في أعمال حروب غير مشروعة، وحينما يُصدَر له الأمر بالعودة يرفض فيتم قتل عائلته؛ لذا يعود لينتقم من الجميع ويكشف حقيقة المتورطين.

## الميزانية والإيرادات
كلف الفيلم 5 ملايين دولار.

## وصلات خارجية
طريق الحرب على موقع IMDb (الإنجليزية)
- طريق الحرب على موقع فيلمافينيتي (الإسبانية)
- طريق الحرب على موقع قاعدة بيانات الفيلم (الإنجليزية)
- طريق الحرب على موقع ليتربوكسد (الإنجليزية)
- طريق الحرب على موقع كينوبويسك (الروسية)